# 10,000 Hours
«10,000 Hours» — песня американского кантри-дуэта Dan + Shay и канадского певца Джастина Бибера, вышедшая 4 октября 2019 года на лейбле Warner Bros. Nashville в качестве ведущего сингла с четвёртого студийного альбома Good Things. Сингл достиг первого места в общем кантри-чарте Hot Country Songs в США и Канаде, получил платиновую сертификацию в этих странах. На прошедшей  14 марта 2021 года 63-й ежегодной церемонии вручения наград «Грэмми» «10,000 Hours» была удостоена премии «Грэмми» в категории «За лучшее кантри-исполнение дуэтом или группой».

## История
29 сентября 2019 года Dan + Shay выложили в социальных медиа первый тизер трека, сообщив о планах его релиза на 4 октября. Также и Джастин Бибер подтвердил 2 октября о их совметсной коллаборации.
Песня вышла 4 октября 2019 года в качестве второго сингла на лейбле Warner Bros. Nashville. Она был выпущена через четыре дня после свадьбы Джастина и модели Хейли Болдуин (младшей дочери актёра Стивена Болдуина), которая состоялась 30 сентября в Южной Каролине. Трек показывает взаимоотношения Джастина и Хейли.
Песню написали Dan Smyers, Shay Mooney, и Бибер, а продюсировал сольно Smyers.

## Отзывы
Песня получила положительные отзывы музыкальных критиков и интернет-изданий, например от Джона Фримана из журнала Billboard .

### Награды и номинации
| Год  | Организация              | Награда           | Результат | Ссылка |
| ---- | ------------------------ | ----------------- | --------- | ------ |
| 2020 | iHeartRadio Music Awards | Best Lyrics       | Победа    | [ 5 ]  |
| Год  | Организация              | Награда           | Результат | Ссылка |
| 2021 | Грэмми                   | Group Performance | Победа    |        |

## Коммерческий успех
«10,000 Hours» достиг первого места в американском кантри-чарте Hot Country Songs, став третьим чарттоппером дуэта. Он оставался на позиции № 1 одиннадцать недель.
Песня дебютировала в мультижанровом американском хит-параде Billboard Hot 100 сразу на 4-м месте. Она также побила рекорд стримингового чарта Billboard Streaming Songs, став высоко забравшейся в нём кантри-песней (непраздничной). Прошлый рекорд был у сингла «Cruise» группы Florida Georgia Line, который достиг 9-го места.
Во вторую неделю релиза тираж составил ещё 17,000 копий.
22 февраля 2020 года сингл 19-ю неделю возглавлял кантри-чарт.
Сингл «10,000 Hours» был сертифицирован в платиновом статусе в Канаде и в золотом в США ассоциацией RIAA.
К ноябрю 2019 года тираж сингла достиг 131,000 копий в США.
К февралю 2020 года тираж сингла достиг 237,000 копий в США.

## Музыкальное видео
Официальное музыкальное видео было загружено 4 октября 2019 года на канал YouTube.

## Участники записи
По данным Tidal.
- Дэн Смайерс — вокал, автор, продюсер, акустическая гитара, электрогитара, программист, звукоинженер, синтезатор
- Джеймс Шей Муни — вокал, автор
- Джастин Бибер — вокал, автор
- Poo Bear — автор
- Jordan Reynolds — автор, акустическая гитара, бас-гитара, электрогитара, фортепиано, программист, синтезатор
- Jessie Jo Dillon — автор
- Abby Smyers — бэк-вокал
- Bryan Sutton — акустическая гитара, резонаторная гитара
- Jeff Balding — звукоинженер
- Josh Gudwin — дополнительный звукоинженер, продюсер по вокалу
- Josh Ditty — дополнительный звукоинженер
- Andrew Mendelson — masterer
- Jeff Juliano — микширование

## Чарты
| Чарт (2019)                                | Высшая позиция |
| ------------------------------------------ | -------------- |
| Австралия (ARIA)                           | 4              |
| Австрия (Ö3 Austria Top 40)                | 18             |
| Бельгия/Фландрия (Ultratop 50)             | 25             |
| Бельгия/Валлония (Ultratip Bubbling Under) | 2              |
| Канада (Billboard Canadian Hot 100)        | 2              |
| Канада (Billboard AC)                      | 14             |
| Канада (Billboard CHR/Top 40)              | 12             |
| Канада (Billboard Country)                 | 1              |
| Канада (Billboard Hot AC)                  | 12             |
| Чехия (Rádio — Top 100)                    | 14             |
| Чехия (Singles Digitál Top 100)            | 16             |
| Дания (Tracklisten)                        | 8              |
| Германия (GfK)                             | 47             |
| Венгрия (Single Top 40)                    | 10             |
| Венгрия (Stream Top 40)                    | 23             |
| Ирландия (IRMA)                            | 17             |
| Италия (FIMI)                              | 85             |
| Япония (Billboard Japan Hot 100)           | 34             |
| Литва (AGATA)                              | 26             |
| Малайзия (RIM)                             | 7              |
| Нидерланды (Dutch Top 40)                  | 11             |
| Нидерланды (Single Top 100)                | 21             |
| Новая Зеландия (Recorded Music NZ)         | 5              |
| Норвегия (VG-lista)                        | 9              |
| Норвегия (VG-lista)                        | 9              |
| Португалия (AFP)                           | 55             |
| Румыния (Airplay 100)                      | 54             |
| Шотландия (OCC Scotland)                   | 12             |
| Сингапур (RIAS)                            | 6              |
| Словакия (Rádio — Top 100)                 | 49             |
| Словакия (Singles Digitál Top 100)         | 13             |
| Словения (SloTop50)                        | 34             |
| Швеция (Sverigetopplistan)                 | 13             |
| Швейцария (Schweizer Hitparade)            | 21             |
| Великобритания (OCC UK Singles)            | 17             |
| США (Billboard Hot 100)                    | 4              |
| США (Billboard Adult Contemporary)         | 8              |
| США (Billboard Adult Pop Airplay)          | 4              |
| США (Billboard Country Airplay)            | 1              |
| США (Billboard Hot Country Songs)          | 1              |
| США (Billboard Dance/Mix Show Airplay)     | 34             |
| США (Billboard Pop Airplay)                | 9              |
| США Rolling Stone Top 100                  | 3              |

| Чарт (2019)                        | Позиция |
| ---------------------------------- | ------- |
| Австралия (ARIA)                   | 94      |
| Нидерланды (Dutch Top 40)          | 67      |
| США, Hot Country Songs (Billboard) | 46      |

## Сертификации
| Регион | Сертификация  | Продажи              |
| --- | ------------- | -------------------- |
| Бразилия (ABPD) | Золотой       | 20,000*              |
| Канада (Music Canada) | 2× Платиновый | 160 000              |
| Новая Зеландия (RMNZ) | Золотой       | 15 000               |
| Великобритания (BPI) | Платиновый    | 600 000              |
| США (RIAA) | Платиновый    | 1,000,000‡ / 237,000 |
| * Данные о продажах приведены только на основе сертификации. · Данные о продажах + прослушиваниях приведены только на основе сертификации. |               |                      |